# Amphoe Mueang Surat Thani
Amphoe Mueang Surat Thani (Thai: อำเภอ เมืองสุราษฎร์ธานี) ist ein Landkreis (Amphoe - Verwaltungs-Distrikt) im zentralen Teil der Provinz Surat Thani. Die Provinz Surat Thani liegt in der Südregion von Thailand. 
Der Landkreis Amphoe Mueang Surat Thani beinhaltet die Provinzhauptstadt Surat Thani.

## Geographie
Surat Thani liegt an der Ostküste am Golf von Thailand inmitten einer fruchtbaren Ebene an der Mündung des Flusses Tapi. Die Entfernung zur Hauptstadt Bangkok beträgt mehr als 640 Kilometer.
Benachbarte Landkreise (von Osten im Uhrzeigersinn): die Amphoe Kanchanadit, Ban Na San, Ban Na Doem und Phunphin. Alle Amphoe liegen in der Provinz Surat Thani.
Im Osten des Kreises stellt der Maenam Thathong (Thathong-Fluss) die natürliche Grenze zum Nachbarkreis Kanchanadit dar, die Grenze zu Phunphin ist teilweise der westliche Arm des Maenam Tapi. Der Khun Thale ist ein kleiner See im Zentrum des Kreises. Das Wildschutzgebiet Khao Tha Phet (engl.: „Khao Tha Phet Non-hunting Area“) schützt ein Gebiet von 4,65 Quadratkilometern auf einem Hügel südlich der Stadt Surat Thani.
Der Khun Thale Sumpf im Süden des Landkreises ist das Quellgebiet zweier kleiner Flüsse, die sich durch die Stadt schlängeln: Khlong Makham Tia und Khlong Tha Kup.

## Geschichte
Surat Thani ist schon seit Urzeiten besiedelt, wie altsteinzeitliche Werkzeugfunde belegen. Die kleine Stadt (Mueang) Chaiya nicht weit von Surat Thani war eine wichtige Stadt des Reiches Srivijaya, möglicherweise gar zeitweise die Hauptstadt.
1897 wurde aus der Mueang Chaiya und Kanchanadit eine einzige Provinz mit Namen Chaiya gebildet, dessen Verwaltung ihren Sitz in Ban Don (etwa: Höher Gelegenes Dorf) hatte.
Ihren heutigen Namen erhielt die Stadt 1915 von König Vajiravudh (Rama VI.), er bedeutet übersetzt etwa Stadt der guten Menschen, da die Bewohner sehr gläubige Buddhisten waren.
1932 wurde Surat Thani verwaltungstechnisch ein so genannter Sanitär-Bezirk (Sukhaphiban – สุขาภิบาล), am 7. Dezember 1935 wurde sie zu einer Stadt (Thesaban Mueang) mit einer Fläche von 2,67 km² erhoben. Diese Fläche wurde am 14. Oktober 1958 auf 6,95 km², und am 22. Dezember 1994 erneut auf 68,97 km² vergrößert. 
Am 4. Mai 2007 wurde Surat Thani eine Großstadt (Thesaban Nakhon).

## Bildung
Im Amphoe Mueang Surat Thani befindet sich ein Nebencampus der Prince of Songkla-Universität.

## Verwaltung

### Provinzverwaltung

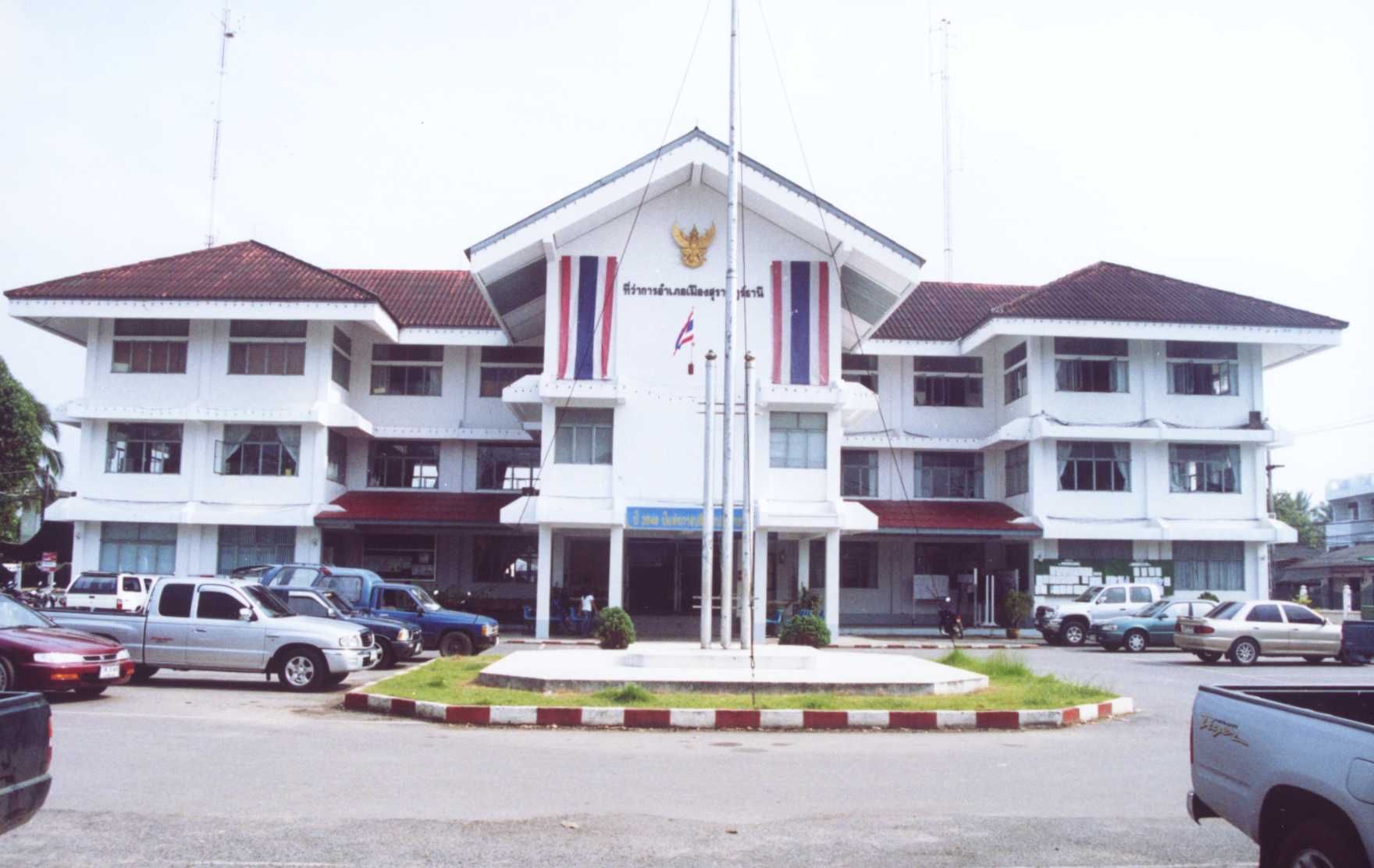
Verwaltungsgebäude von Mueang Surat Thani

Amphoe Mueang Surat Thani ist in 11 Gemeinden (Tambon) eingeteilt, welche weiterhin in 59 Dörfer (Muban) unterteilt sind.
| \| Nr. \| Name \| Thai \| Dörfer \| Einw.[5] \| \| --- \| ------------- \| -------- \| ------ \| -------- \| \| 01. \| Talat \| ตลาด \| 0- \| 29.112 \| \| 02. \| Makham Tia \| มะขามเตี้ย \| 07 \| 70.974 \| \| 03. \| Wat Pradu \| วัดประดู่ \| 10 \| 14.675 \| \| 04. \| Khun Thale \| ขุนทะเล \| 10 \| 12.634 \| \| 05. \| Bang Bai Mai \| บางใบไม้ \| 05 \| 03.172 \| \| 06. \| Bang Chana \| บางชนะ \| 06 \| 03.128 \| \| 07. \| Bang Sai \| บางไทร \| 04 \| 01.873 \| \| 08. \| Khlong Noi \| คลองน้อย \| 09 \| 03.645 \| \| 09. \| Bang Pho \| บางโพธิ์ \| 05 \| 01.837 \| \| 10. \| Bang Kung \| บางกุ้ง \| 05 \| 26.944 \| \| 11. \| Khlong Chanak \| คลองฉนาก \| 08 \| 04,208 \| |               |          |        |        |
| Nr. | Name          | Thai     | Dörfer | Einw.  |
| 01. | Talat         | ตลาด     | 0-     | 29.112 |
| 02. | Makham Tia    | มะขามเตี้ย | 07     | 70.974 |
| 03. | Wat Pradu     | วัดประดู่   | 10     | 14.675 |
| 04. | Khun Thale    | ขุนทะเล   | 10     | 12.634 |
| 05. | Bang Bai Mai  | บางใบไม้  | 05     | 03.172 |
| 06. | Bang Chana    | บางชนะ   | 06     | 03.128 |
| 07. | Bang Sai      | บางไทร   | 04     | 01.873 |
| 08. | Khlong Noi    | คลองน้อย  | 09     | 03.645 |
| 09. | Bang Pho      | บางโพธิ์   | 05     | 01.837 |
| 10. | Bang Kung     | บางกุ้ง    | 05     | 26.944 |
| 11. | Khlong Chanak | คลองฉนาก | 08     | 04,208 |

### Lokalverwaltung
Im Landkreis gibt es eine Großstadt (เทศบาลนคร – Thesaban Nakhon):
- Surat Thani (เทศบาลนครสุราษฎร์ธานี) besteht aus Teilen des Tambon Talat, dem gesamten Tambon Bang Kung, sowie aus Teilen der Tambon Makham Tia, Bang Bai Mai, Bang Chana und Khlong Chanak.

Daneben gibt es zwei Kleinstädte (เทศบาลตำบล – Thesaban Tambon):
- Wat Pradu (เทศบาลตำบลวัดประดู่) besteht aus dem gesamten Tambon Wat Pradu,
- Khun Thale (เทศบาลตำบลขุนทะเล) besteht aus dem gesamten Tambon Khun Thale.

Außerdem gibt es sieben „Tambon Administrative Organizations“ (TAO, องค์การบริหารส่วนตำบล – Verwaltungs-Organisationen) für die Tambon im Landkreis, die zu keiner Stadt gehören.